# Louis Bell
Louis Russell Bell (Quincy, 27 de mayo de 1982) es un productor discográfico, compositor e ingeniero de sonido estadounidense, reconocido por su trabajo con artistas y bandas como 5 Seconds of Summer, Post Malone, Camila Cabello, DJ Snake, DJ Khaled, Steve Angello, Selena Gomez, Lorde y Taylor Swift. Especializado en varios géneros musicales, como compositor Bell ha producido 22 canciones que han figurado en el Top 10 estadounidense, incluyendo 10 números uno. La revista Billboard se refirió al impacto de Bell en las listas de éxitos como «histórico».

## Créditos

### Como productor y compositor
| Año  | Artista                                       | Discográfica                                                                        | Canción (es) | Álbum                                                                                | Crédito                                  |
| ---- | --------------------------------------------- | ----------------------------------------------------------------------------------- | --- | ------------------------------------------------------------------------------------ | ---------------------------------------- |
| 2021 | Justin Bieber                                 | Def Jam                                                                             | "Deserve You" "Hold On" "Die for You" (con Dominic Fike) "Hailey" "I Can't Be Myself" (con Jaden) "Peaches" con (Daniel Caesar y Giveon) | Justice                                                                              | Productor, escritor                      |
| 2020 | Miley Cyrus                                   | RCA                                                                                 | "WTF Do I Know" "Plastic Hearts" "Angels Like You" "Gimme What I Want" "Midnight Sky" "Hate Me" | Plastic Hearts                                                                       | Productor, escrito                       |
| 2020 | 5 Seconds of Summer                           | Interscope Records                                                                  | "Easier" Teeth" "High" "Old Me" | Calm                                                                                 | Productor, escritor                      |
| 2020 | Ozzy Osbourne                                 | Epic                                                                                | "It's A Raid" | Ordinary Man                                                                         | Productor, escritor                      |
| 2020 | A Boogie wit da Hoodie                        | Atlantic                                                                            | "Me and My Guitar" | Artist 2.0                                                                           | Productor, escritor                      |
| 2020 | Halsey                                        | Capitol Records                                                                     | "Without Me" (con Juice WRLD) "Graveyard" "Still Learning" | Manic                                                                                | Productor, escritor                      |
| 2020 | Justin Bieber                                 | Def Jam Recordings                                                                  | "Forever" (con Post Malone & Clever) | Changes                                                                              | Productor, escritor, ingeniero de sonido |
| 2019 | Ramage                                        | UMG, SeVeN Pictures, Universal Music MENA, Universal Arabic Music, Republic Records | "Ya Lil" (con Nicki Minaj) | Al Anesa Farah – Music from the Original TV Series                                   | Productor, escritor                      |
| 2019 | Camila Cabello                                | Epic Records, Syco                                                                  | "Cry for Me" "Easy" "Feel It Twice" "Should've Said It" "My Oh My" (con DaBaby) | Romance                                                                              | Productor, escritor                      |
| 2019 | French Montana                                | Epic Records                                                                        | "Writing On The Wall" (con Post Malone, Cardi B & Rvssian) | Montana                                                                              | Productor, escritor, ingeniero de sonido |
| 2019 | Charlie Puth                                  | Atlantic Records                                                                    | "Mother" | N/A                                                                                  | Productor, escritor                      |
| 2019 | Lana Del Rey                                  | Interscope Records                                                                  | "Fuck It, I Love You" | Norman Fucking Rockwell!                                                             | Productor                                |
| 2019 | Taylor Swift                                  | Republic Records                                                                    | "I Forgot That You Existed" "Afterglow" "It's Nice to Have a Friend" | Lover                                                                                | Coproductor, ingeniero de sonido         |
| 2019 | Charlotte Lawrence                            | Atlantic Records, Gold Tooth Records                                                | "Why Do You Love Me" | N/A                                                                                  | Productor, escritor                      |
| 2019 | Post Malone                                   | Republic Records                                                                    | 12 canciones | Hollywood's Bleeding                                                                 | Productor, escritor                      |
| 2019 | Rich The Kid                                  | Interscope Records                                                                  | "Ring Ring" (feat. Vory) | The World Is Yours 2                                                                 | Productor, escritor                      |
| 2019 | Julia Michaels                                | Republic Records                                                                    | "17" "Body" | Inner Monologue Part 2                                                               | Productor, escritor                      |
| 2019 | Delacey                                       | Hitco                                                                               | "My Man" (Louis Bell Remix) | N/A                                                                                  | Productor, editor                        |
| 2019 | Vory                                          | Capitol Records                                                                     | "You Got It" | N/A                                                                                  | Productor, escritor                      |
| 2019 | Juice Wrld                                    | Grade A Productions, Interscope Records                                             | "Fast" | Death Race for Love                                                                  | Productor, escritor                      |
| 2019 | Jonas Brothers                                | Republic Records                                                                    | "Sucker" | Happiness Begins                                                                     | Escritor                                 |
| 2019 | Jonas Brothers                                | Republic Records                                                                    | "Used To Be" | Happiness Begins                                                                     | Productor, escritor                      |
| 2019 | Lil Peep & iLoveMakonnen (feat. Fall Out Boy) | AUTNMY, Columbia Records                                                            | "I've Been Waiting" | N/A                                                                                  | Productor, escritor                      |
| 2019 | Julia Michaels                                | Republic Records                                                                    | "Into You" | Inner Monologue Part 1                                                               | Productor, escritor                      |
| 2019 | DJ Khaled ft Post Malone & Travis Scott       | Epic Records                                                                        | "Celebrate" | Father of Asahd                                                                      |                                          |
| 2018 | 21 Savage                                     | Slaughter Gang, Epic                                                                | "all my friends" | i am > i was                                                                         | Productor, escritor                      |
| 2018 | Rita Ora                                      | Atlantic Records UK                                                                 | "Only Want You", "Hell of a Life" | Phoenix                                                                              | Productor, escritor                      |
| 2018 | Jaden Smith                                   | MSFTSMusic, Roc Nation                                                              | "FALLEN Part 2" | The Sunset Tapes: A Cool Tape Story                                                  | Productor, escritor                      |
| 2018 | Lil Wayne (feat. Post Malone or Sosamann)     | Young Money Entertainment                                                           | "What About Me" | Tha Carter V                                                                         | Escritor                                 |
| 2018 | Vince Staples (feat. Ty Dolla $ign)           | Def Jam Recordings                                                                  | "Feels Like Summer" | FM!                                                                                  | Productor, escritor                      |
| 2018 | Little Mix                                    | Syco                                                                                | "Think About Us", "American Boy" | LM5                                                                                  | Productor                                |
| 2018 | Future & Juice Wrld                           | Epic, Freebandz, Grade A, Interscope Records                                        | "Jet Lag", "Hard Work Pays Off" | Wrld on Drugs                                                                        | Productor, escritor                      |
| 2018 | Post Malone & Swae Lee                        | Republic Records                                                                    | "Sunflower" | Spider-Man: Into the Spider-Verse (Soundtrack from & Inspired by the Motion Picture) | Productor, escritor                      |
| 2018 | Jess Glynne                                   | Atlantic Records UK                                                                 | "No One" | Always in Between                                                                    | Productor                                |
| 2018 | Camila Cabello (feat. Swae Lee)               | Epic, Syco                                                                          | "Real Friends (Remix)" | N/A                                                                                  | Productor, escritor, ingeniero de sonido |
| 2018 | Bazzi (feat. Camila Cabello)                  | Atlantic Records                                                                    | "Beautiful" | N/A                                                                                  | Editor                                   |
| 2018 | Benny Blanco, Halsey & Khalid                 | Friends Keep Secrets / Interscope Records                                           | "Eastside" | Friends Keep Secrets                                                                 | Editor                                   |
| 2018 | Bebe Rexha (feat. Tory Lanez)                 | Warner Bros. Records                                                                | "Steady" | Expectations                                                                         | Productor, escritor                      |
| 2018 | Why Don't We                                  | Atlantic Records                                                                    | "Hooked" | 8 Letters                                                                            | Productor                                |
| 2018 | Tiësto & Dzeko (feat. Preme & Post Malone)    | Musical Freedom Ltd.                                                                | "Jackie Chan" | The London Sessions                                                                  | Productor, escritor                      |
| 2018 | Kris Wu                                       | Interscope Records                                                                  | "Like That" | Antares                                                                              | Escritor                                 |
| 2018 | Dice SoHo (feat. Vory)                        | M.W.A                                                                               | "She Will" | You Could Have                                                                       | Productor, escritor                      |
| 2018 | Jess Glynne                                   | Atlantic Records                                                                    | "I'll Be There" | Always in Between                                                                    | Productor                                |
| 2018 | Preme (feat. Post Malone)                     | RCA Records                                                                         | "Jackie Chan" | Light of Day                                                                         | Productor, escritor                      |
| 2018 | Post Malone                                   | Republic Records                                                                    | "Paranoid", "Spoil My Night", "Rich & Sad", "Zack and Codeine", "Takin' Shots", "Over Now", "Psycho", "Better Now", "Ball for Me", "Otherside", "Stay", "Blame It on Me", "Same Bitches", "Jonestown (Interlude)","92 Explorer", "Sugar Wraith" | Beerbongs & Bentleys                                                                 | Productor, escritor, productor ejecutivo |
| 2018 | Khalid, Ty Dolla Sign & 6lack                 | LVRN / Interscope Records                                                           | "OTW" | N/A                                                                                  | Productor                                |
| 2018 | 5 Seconds of Summer                           | Capitol Records                                                                     | "Youngblood" | Youngblood                                                                           | Productor, escritor                      |
| 2018 | Cardi B                                       | Atlantic Records                                                                    | "Thru Your Phone" | Invasion of Privacy                                                                  | Productor                                |
| 2018 | Shawn Mendes                                  | Island Records                                                                      | "Lost in Japan" | Shawn Mendes                                                                         | Productor                                |
| 2018 | Halsey (feat. Big Sean & Stefflon Don)        | Astrelwerks                                                                         | "Alone" | Hopeless Fountain Kingdom                                                            | Productor                                |
| 2018 | Camila Cabello                                | Epic, Syco                                                                          | "Never Be the Same" | Camila                                                                               | Editor                                   |
| 2018 | Camila Cabello                                | Epic, Syco                                                                          | "All These Years", "Inside Out" | Camila                                                                               | Productor                                |
| 2018 | Camila Cabello                                | Epic, Syco                                                                          | "She Loves Control", "Into It", "Real Friends" | Camila                                                                               | Productor, escritor                      |
| 2017 | Chris Brown                                   | RCA Records                                                                         | "Hands Up", "On Purpose" | Heartbreak on a Full Moon                                                            | Escritor                                 |
| 2017 | Camila Cabello (feat. Young Thug)             | Epic, Syco                                                                          | "Havana" | Camila                                                                               | Productor, escritor                      |
| 2017 | Camila Cabello & Grey                         | Atlantic Records                                                                    | "Crown" | Bright: The Album                                                                    | Productor                                |
| 2017 | Post Malone (feat. 21 Savage)                 | Republic Records                                                                    | "Rockstar" | Beerbongs & Bentleys                                                                 | Productor, escritor                      |
| 2017 | Post Malone                                   | APG, Atlantic, UMG                                                                  | "Candy Paint" | The Fate of the Furious: The Album                                                   | Productor, escritor                      |
| 2017 | Kris Wu (feat. Travis Scott)                  | KRIS WU STUDIO                                                                      | "Deserve" | Antares                                                                              | Productor, escritor                      |
| 2017 | Lorde                                         | UMG                                                                                 | "Homemade Dynamite (Remix)" | N/A                                                                                  | Productor, escritor                      |
| 2017 | Kygo & Selena Gomez                           | Sony, Ultra                                                                         | "It Ain't Me" | Stargazing                                                                           | Productor                                |
| 2017 | Odesza (feat. WYNNE & Mansionair)             | Counter, Ninja Tune, Foreign Family Collective                                      | "Line of Sight" | A Moment Apart                                                                       | Productor, escritor                      |
| 2017 | DJ Snake                                      | Interscope                                                                          | "Oh Me Oh My", "4 Life", "Let Me Love You" | Encore                                                                               | Productor, escritor                      |
| 2017 | Selena Gomez & Marshmello                     | Interscope                                                                          | "Wolves" | N/A                                                                                  | Productor, escritor                      |
| 2016 | Post Malone                                   | Republic                                                                            | "Big Lie", "Deja Vu", "No Option", "Patient", "Congratulations", "Up There", "Yours Truly, Austin Post", "Feeling Whitney" | Stoney                                                                               | Productor, escritor                      |
| 2016 | Post Malone                                   | Republic                                                                            | "Money Made Me Do It", "Git Wit U", "Hollywood Dreams" / "Come Down" | August 26                                                                            | Productor, escritor                      |